# Lithobius mexicanus
Lithobius mexicanus är en mångfotingart som beskrevs av Perbosc 1839. Lithobius mexicanus ingår i släktet Lithobius och familjen stenkrypare. Inga underarter finns listade i Catalogue of Life.